# 안드레 헬러

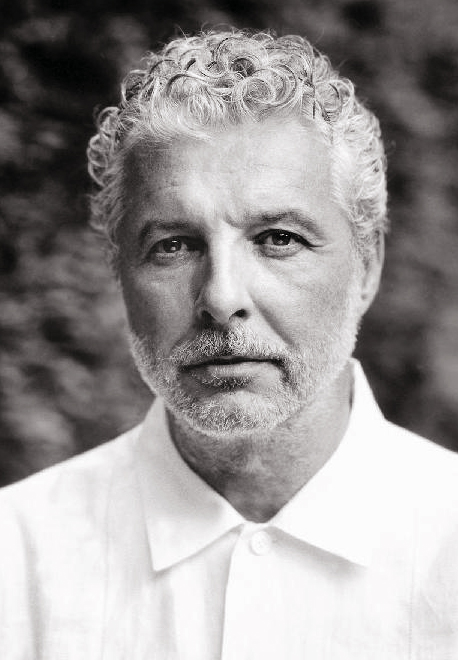

안드레 헬러(André Heller, 1947년 3월 22일 ~ )는 오스트리아의 영화 감독, 작가, 작곡가 겸 작사가, 각본가, 예술가, 음악가, 영화배우, 조각가, 연극 배우, 라디오 DJ이다.
빈에서 태어났다.

## 영화
- 히틀러의 여비서 (2002년)
- 애수의 트로이메라이 (1983년)
- 파우스트 박사 (1982년)
- 비엔나 숲속의 이야기 (1979년)
- 히틀러 (1977년)